# Пол Мілгром
Пол Роберт Мілгром (англ. Paul Robert Milgrom; нар. 20 квітня 1948, Детройт, Мічиган) — американський економіст, лауреат Нобелівської премії з економіки (2020) (разом з Робертом Вілсоном) за «удосконалення теорії аукціонів і винахід їх нових форматів».

## Біографія
Народився 20 квітня 1948 року у Детройті, штат Мічиган.Його батько — Абрам Ісаак Мілгром (1914—1989), уродженець Торонто, був маляром; мати — Анна Ліліан Мілгром (уроджена Фінкельштейн, 1917—1997) — домогосподаркою. Батьки походили з родин гебрейських емігрантів з Росії. У родині росло четверо синів. Коли він був дитиною переїхала переїхала в Оук-Парк, де Пол закінчив середню школу.
Здобув ступінь бакалавра з математики (A.B.) з відзнакою у Мічиганському університеті в 1970 році, ступінь магістра наук зі статистики в 1978 році у Стенфордському університеті. Здобув докторський ступінь (PhD) з бізнесу у Стенфордському університеті в 1979 році.
Викладацьку діяльність розпочав на посаді асистента професора в 1979—1981 роках, асоційованим професором в 1981—1982 роках, професором в 1982—1983 роках на факультеті економіки управління і прийняття рішень у Келлозькій школі менеджменту при Північно-Західному університеті. Потім викладав у Єльському університеті як запрошений професор в 1982—1983 роках, професора економіки і менеджменту в 1983—1985 роках, Вільямс Бразерс професора менеджменту і професора економіки в 1985—1987 роках. Після викладав у Стенфордському університеті на посаді професора економіки з 1987 року, директора Стенфордського інституту теоретичної економіки в 1989—1991 роках, Ширлі і Леонард Елі-молодший професора гуманітарних і природничих наук з 1993 року, старшого наукового співробітника Стенфордського інституту досліджень економічної політики з 2007.
У 1996 році прочитав замість померлого Вільяма Вікрі лекцію на церемонії вручення Нобелівської премії. Був президентом Міжнародної західної економічної асоціації в 2007.

## Нагороди та визнання[14]
- 1974: член Товариства актуаріїв[en][14].
- 1980: член Американської економічної спілки
- 1984: член Економетричного товариства[15]
- 1992: член Американської академії мистецтв і наук[16]
- 2006: обраний член Національної академії наук США.[17]
- 2007: грант від Національного наукового фонду за роботу «Ринковий дизайн»;
- 2007: Clarivate Citation Laureates;
- 2008: Премія Ервіна Плейна Неммерса з економіки;[18]
- 2012: BBVA Foundation Frontiers of Knowledge Awards з економіки, фінансів та менеджменту;
- 2013: обрано віцепризедентом Американської економічної спілки[19]
- 2014: Golden Goose Award[en];[20]
- 2015: грант за роботу «Дизайн аукціонного ринку» від Національного наукового фонду;
- 2017: обраний член Групи з теорії фінансів
- 2017: обраний член Товариства теорії ігор[en]
- 2017: премія декана «за видатні педагогічні досягнення у галузі вищої освіти» від Школи гуманітарних та природничих наук Стенфордського університету[en];
- 2017: премія за інноваційні кількісні додатки від Чиказької товарної біржі та Науково-дослідного інституту математичних наук[en];[21]
- 2018: Премія Джона Карті «за розвиток науки» від Національної академії наук США;
- 2020: почесний член Американської економічної спілки[22]
- 2020: Нобелівська премія з економіки[23].

## Доробок
- The structure of information in competitive bidding. Garland Publ., New York 1979, ISBN 0-8240-4056-2, zugleich: Dissertation, Stanford University, 1978
- mit D. John Roberts: Economics, organization, and management. Prentice Hall, Englewood Cliffs, N.J. 1992, ISBN 0-13-224650-3
- Putting auction theory to work. Cambridge University Press, Cambridge 2004, ISBN 0-521-55184-6
- Discovering prices. Auction design in markets with complex constraints. Columbia University Press, New York, NY [2017], ISBN 978-0231-17598-2